# Rajani Palme Dutt
Rajani Palme Dutt (ur. 19 czerwca 1896 w Cambridge, zm. 20 grudnia 1974 w Londynie) – brytyjski działacz komunistyczny.

## Życiorys
Urodził się w rodzinie hindusko-szwedzkiej. W 1920 brał udział w zakładaniu Komunistycznej Partii Wielkiej Brytanii. Był jednym z najgorliwszych i najwierniejszych zwolenników Stalina w Wielkiej Brytanii, zawsze popierał linię Międzynarodówki Komunistycznej. W latach 1939–1941 był sekretarzem generalnym Komunistycznej Partii Wielkiej Brytanii, w 1956 po XX Zjeździe KPZR sprzeciwił się potępieniu Stalina.